# Вежны (Светлогорский район)
Вежны (бел. Вяжны) — агрогородок в Николаевском сельсовете Светлогорского района Гомельской области Беларуси.

## География

### Расположение
В 55 км на северо-запад от Светлогорска, 52 км от железнодорожной станции Светлогорск-на-Березине, 165 км от Гомеля.

## Транспортная сеть
Транспортные связи по просёлочной, а затем автодороге Бобруйск — Светлогорск. Планировка состоит из 2 параллельных прямолинейных улиц, близких к меридиональной ориентации, соединённых 2 короткими улицами. На юге — 2, на востоке — 1 небольшие обособленные участки застройки. Застройка преимущественно деревянная, усадебного типа, двусторонняя. В 1991—1995 годах построено 100 кирпичных домов, в которых разместились переселенцы из мест, загрязнённых радиацией после катастрофы на Чернобыльской АЭС.

## История
Согласно письменным источникам известна с XIX века как селение в Чернинской волости Бобруйского уезда Минской губернии. В 1879 году обозначена в числе селений Чернинского церковного прихода. Согласно переписи 1897 года деревня Вежново (она же Вежна). В 1921 году открыта школа, которая размещалась в наёмном крестьянском доме.
В начале 1929 года организован колхоз имени К. Маркса, работала кузница. В 1939 года в деревню переселены жители хуторов Бродцы, Заельницкий Мост, Залавищи, Залесье, Замлынье, Замошье, Захватки, Мостики, Подбродцы, Радьков, Силины, Смоловица и присоединён посёлок Гарды. В 1930-х годах были репрессированы 10 жителей. Во время Великой Отечественной войны в июне 1944 года оккупанты сожгли 143 двора, убили 70 жителей. Согласно переписи 1959 года центр СПК «Вежны». Расположены средняя школа, клуб, библиотека, фельдшерско-акушерский пункт, ветеринарный участок, отделение связи, 3 магазина, детский сад.

## Население

### Численность
- 2004 год — 221 хозяйство, 529 жителей

### Динамика
- 1897 год — 70 дворов, 500 жителей (согласно переписи)
- 1908 год — 93 двора, 604 жителя
- 1925 год — 147 дворов
- 1959 год — 532 жителя (согласно переписи)
- 2004 год — 221 хозяйство, 529 жителей
- 2019 год - зарегистрированных жителей 563 человека, проживающих варьируется от 100 до 300 жителей